# 魔法圣婴
《魔法圣婴》（英语：The Baby of Mâcon），1993年电影，由彼得·格林纳威编剧并执导，雷夫·范恩斯、朱莉娅·奥蒙德和菲利普·斯通主演。

## 剧情
一个小镇受到诅咒，妇女不孕，土地荒芜，终被一个老而丑陋的女人奇迹般的生产所救。然而，这位老妇人的女儿却声称自己童贞生子。她囚禁母亲，并开始利用婴儿，向绝望的马孔市民出售祝福。
教会感到既可疑又嫉妒。主教儿子是个怀疑论者，同样怀疑她。她试图给他童贞，来证明她确实是处女。在主教儿子与她做爱之前，婴儿命令一头公牛杀死他。主教到来，但他的儿子已经被牛角撞死。他把儿子的死归咎于她。
主教接手婴儿后，教会开始利用镇上人民对婴儿的信仰赚钱，比她有过之而无不及。她便暗地闷死婴儿。主教判处她死刑，但因为她是处女，依律不得被杀死。于是判处强奸208次后处死。在遭到强奸后，她已经死亡。然后，教会将婴儿遗体肢解，并将遗体作为圣髑出售给市民。饥荒再次降临马孔市。

## 演员
- 朱莉娅·奥蒙德　饰　女儿
- 拉尔夫·费因斯　饰　主教的儿子
- 菲利普·斯通　饰　主教
- 乔纳森·拉西　饰　科西莫·梅迪奇
- 多恩·亨德森　饰　告解神父
- 塞利亚·格雷戈里　饰　修道院长
- 杰夫·纳托尔　饰　管家
- 杰西卡·海恩斯　饰　助产士甲
- 凯思琳·亨特　饰　助产士乙
- 弗兰克·埃杰顿　饰　提词者
- 菲利姆·麦狄蒙　饰　导师甲
- 托尼·沃格尔　饰　父亲

## 反响
这部电影在第46屆坎城影展上被淘汰出局。然而，《芝加哥读者》的乔纳森·罗森巴姆指出，他“出于责任感把它看完了，而并没取乐或者想着能够受教”，但同时也称萨沙·维耶尼“拍得挺漂亮的”。